# Літературна премія імені Миколи Куліша
Літературна премія імені Миколи Куліша — обласна літературна премія, заснована Херсонською обласною державною адміністрацією та Херсонською обласною організацією НСПУ на честь Миколи Куліша — українського письменника, режисера, драматурга, розстріляного 1937 року в Сандармосі.
З 2018 року винагорода становить 5 000 грн. До того розмір премії становив 1500 грн.

## Номінації
Премію присуджують у таких номінаціях:
- художня література (поезія, проза, драматургія);
- публіцистична література (актуальної суспільно важливої тематики);
- літературознавство.

## Лауреати
Премією відзначені:
1. Братан Микола Іванович (2002)
2. Питалєв Петро Іванович (2005)
3. Бутузов О. Г. (2006)
4. Марущак А. П. (2006)
5. Каляка М. М. (2007)
6. Немченко І. В. (2007)
7. Кулик В. П. (2008)
8. Нижеголенко В. М. (2010)
9. Гурепко М. М. (2011)
10. Андреєв Віктор Миколайович (2012)
11. Канцедайло А. І. (2012)
12. Пащенко В. О. (2013)
13. Гунько Олександр Петрович (2014)
14. Педченко В. В. (2015)
15. Мелещенко В. М. (2016)
16. Загороднюк Василь Степанович (2017)
17. Марченко Л. В. (2018)
18. Піддубняк В. Г. (2019)
19. Чернишенко Наталя Іванівна (2019)
20. Кичинський А. І. (2020)
21. Михайлов В. Д. (Віктор Вальд) (2020)